# Arthur Pierson (regista)
Arthur Pierson (Oslo, 16 giugno 1901 – Santa Monica, 1º gennaio 1975) è stato un regista e attore statunitense.

## Biografia
Visse l'adolescenza a Seattle, Washington, debuttò a Broadway nel 1929 e poi firmò un contratto per la Paramount Pictures. Iniziò a lavorare come attore e regista, sposò nel 1937 Ruth Matteson. Come attore interpretò alcuni film come Fra Diavolo con Stanlio & Ollio. Fu uno dei pochi registi a dirigere Marilyn Monroe due volte, all'epoca in cui non era celebre. Morì in seguito ad un infarto.
Fu produttore associato di Silver Needle in the Sky, co-produsse senza venire accreditato Home Town Story. Fu regista di numerosi episodi di serie televisive fra cui, 10 girati per  Queen of the Jungle (1955-1956).

## Filmografia

### Regista
- Dangerous Years (1947)
- Soldato di ventura (1949)
- Home Town Story (1951)
- Born in Freedom: The Story of Colonel Drake, cortometraggio, 1954
- Queen of the Jungle (1955-1956), serie tv

### Attore
- No One Man, regia di Lloyd Corrigan (1932)
- Tomorrow and Tomorrow, regia di Richard Wallace (1932)
- Il delitto di Clara Deane, regia di Louis J. Gasnier e Max Marcin (1932)
- Fra Diavolo (The Devil's Brother), regia di Hal Roach e Charley Rogers (1933)
- Hands of Destiny, regia di Al Christie (1941)
- Follies Girl, regia di William Rowland (1943)